# Wawrzyniec II Medyceusz
Wawrzyniec II Medyceusz (ur. 12 września 1492, zm. 4 maja 1519) – książę Urbino, władca Florencji w latach 1516–1519.

## Życiorys
Był jedynym synem Piotra II Medyceusza, władcy Florencji, i Alfonsiny Orsini. Jego dziadkami byli Wawrzyniec Wspaniały i Klara Orsini oraz Robert Orsini, hrabia Tagliacozzo i Katarzyna San Severino.
Księciem Urbino został w 1516 roku dzięki swojemu stryjowi papieżowi Leonowi X, ale niedługo później księstwo zostało podbite przez Franciszka Marię della Rovere. Mimo tego sam Niccolò Machiavelli zadedykował Wawrzyńcowi swoją książkę pt. Książę. Uważał bowiem, że Wawrzyniec II Medyceusz może wypędzić okupantów i zjednoczyć całe Włochy.
13 czerwca 1518 Wawrzyniec II Medyceusz poślubił Magdalenę de la Tour, córkę Jana III, hrabiego Owernii i Joanny Burbon. Z tego małżeństwa, 21 dni przed śmiercią Wawrzyńca z powodu syfilisu, urodziła się córka, Katarzyna. Znana jako Katarzyna Medycejska, została królową Francji jako żona Henryka II Walezjusza. Małżeństwo zostało zaaranżowane przez dalekiego krewnego Katarzyny, papieża Klemensa VII.
Spoczywa w Kaplicy Medyceuszów we Florencji; rzeźby przedstawiające zarówno jego samego, jak też Poranek i Zmierzch na jego nagrobku zostały wykonane przez Michała Anioła.